# Kafana

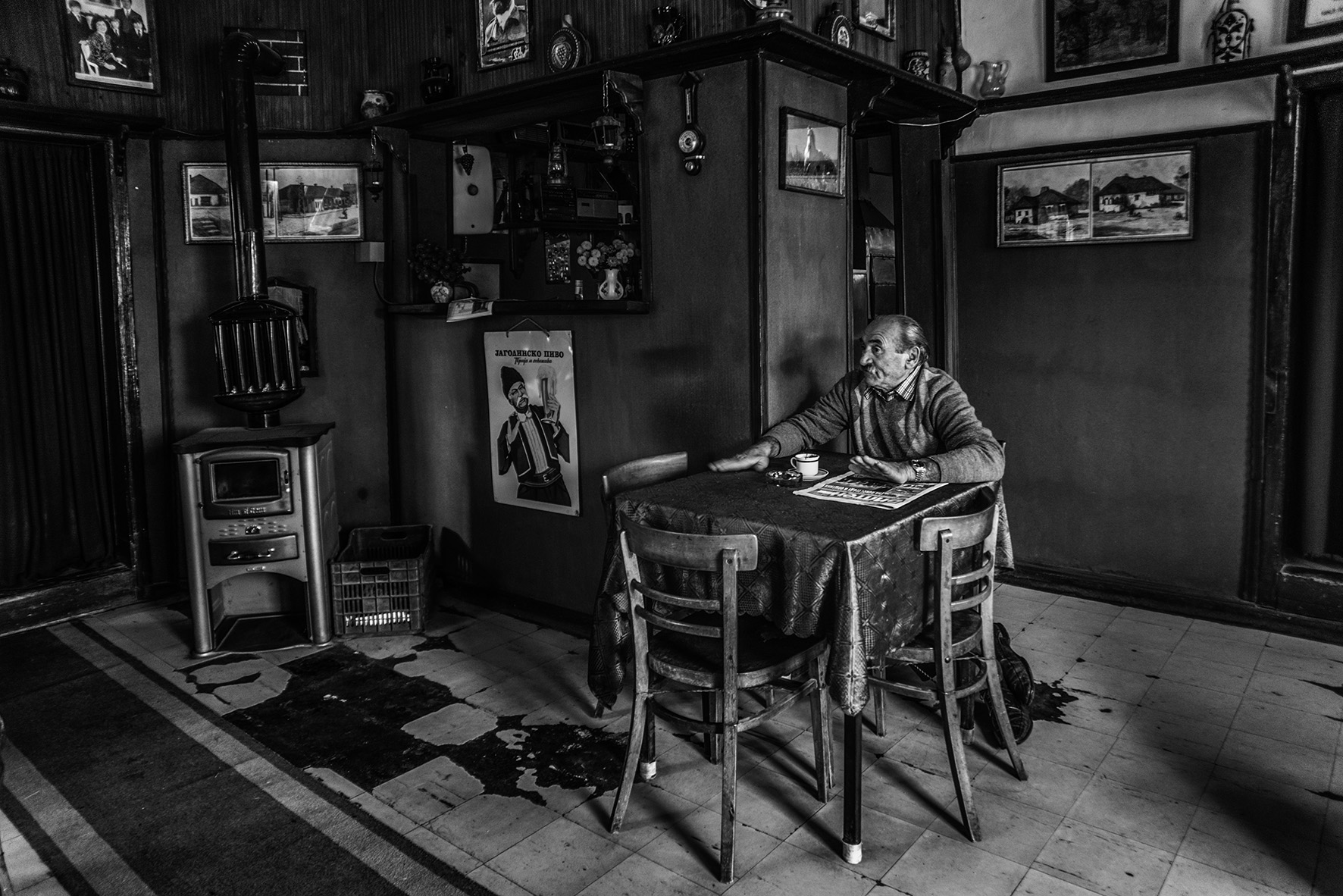
Een kafana in Servië

Een kafana is, in Zuid-Slavische talen, een traditioneel café of herberg, waar alcoholische dranken en koffie worden geserveerd en soms muziek wordt gespeeld.

## Nomenclatuur en etymologie
Dit aparte type inrichting is bekend onder verschillende namen, afhankelijk van het land en de taal: 
- Albanees:  kafeneja / Kafenë meervoud kafenejet / Kafenët
- Bosnisch: kafana / kahvana meervoud kafane / kahvane
- Grieks: : καφενείο (kafenio), meervoud καφενεία(kafenia)
- Kroatisch: : kavana, meervoud kavane
- Macedonisch: кафеана (kafeana), meervoud кафеани (kafeani)
- Roemeens: cafenea, meervoud cafenele
- Servisch: (Cyrillisch schrift) кафана (kafana), meervoud кафане (kafane)

Het woord zelf is, ongeacht de regionale verschillen, afgeleid van het Turkse kahvehane ("koffiehuis"), dat op zijn beurt is afgeleid van de Perzische term qahveh-khaneh (een samenstelling van het Arabische qahve [koffie] en het Perzische khane [huis])
De term kafana werd synoniem met verval, luiheid, pijn, achterlijkheid, verdriet, in heel SFR Joegoslavië in de jaren 1970 of 1980

## Galerij

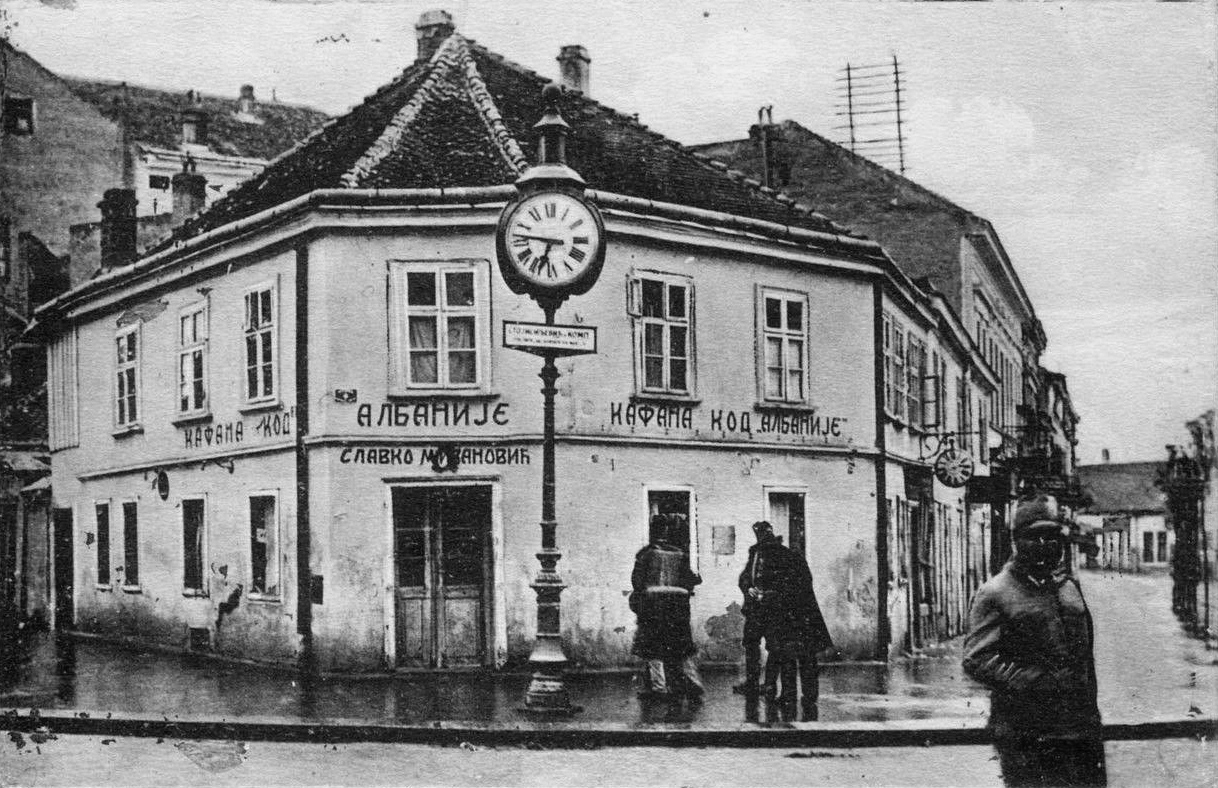
Oude kafana Kod Albanije in de jaren 1910, met vooraan de eerste openbare klok van Belgrado
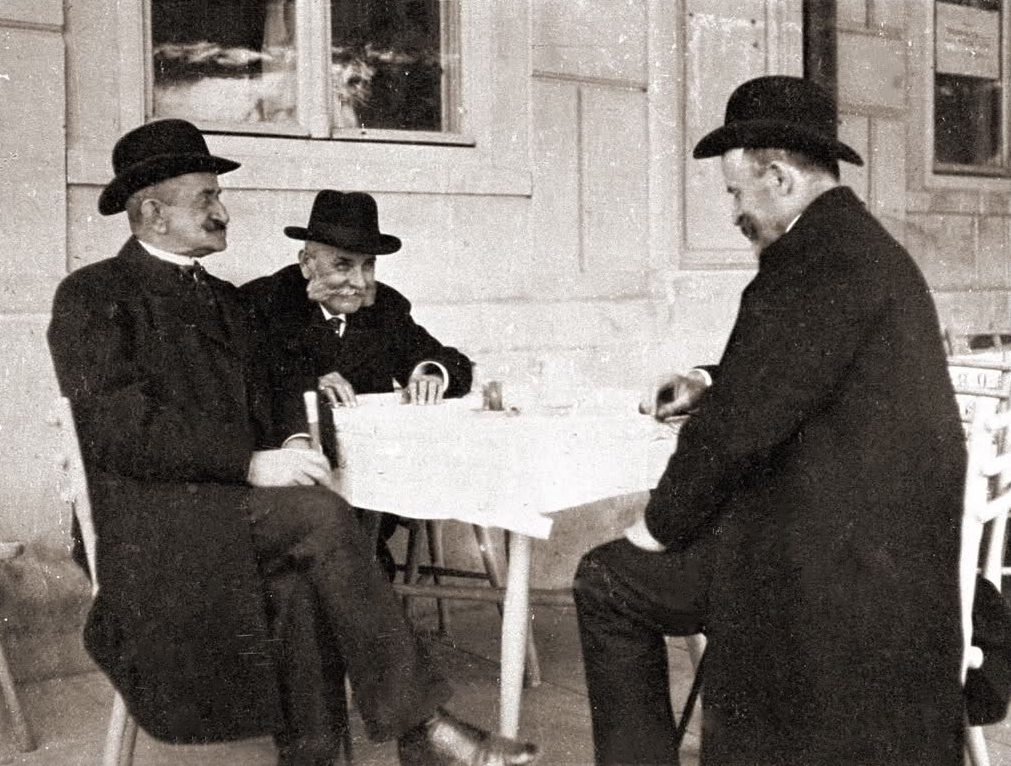
Kafana Srpska kruna in Belgrado
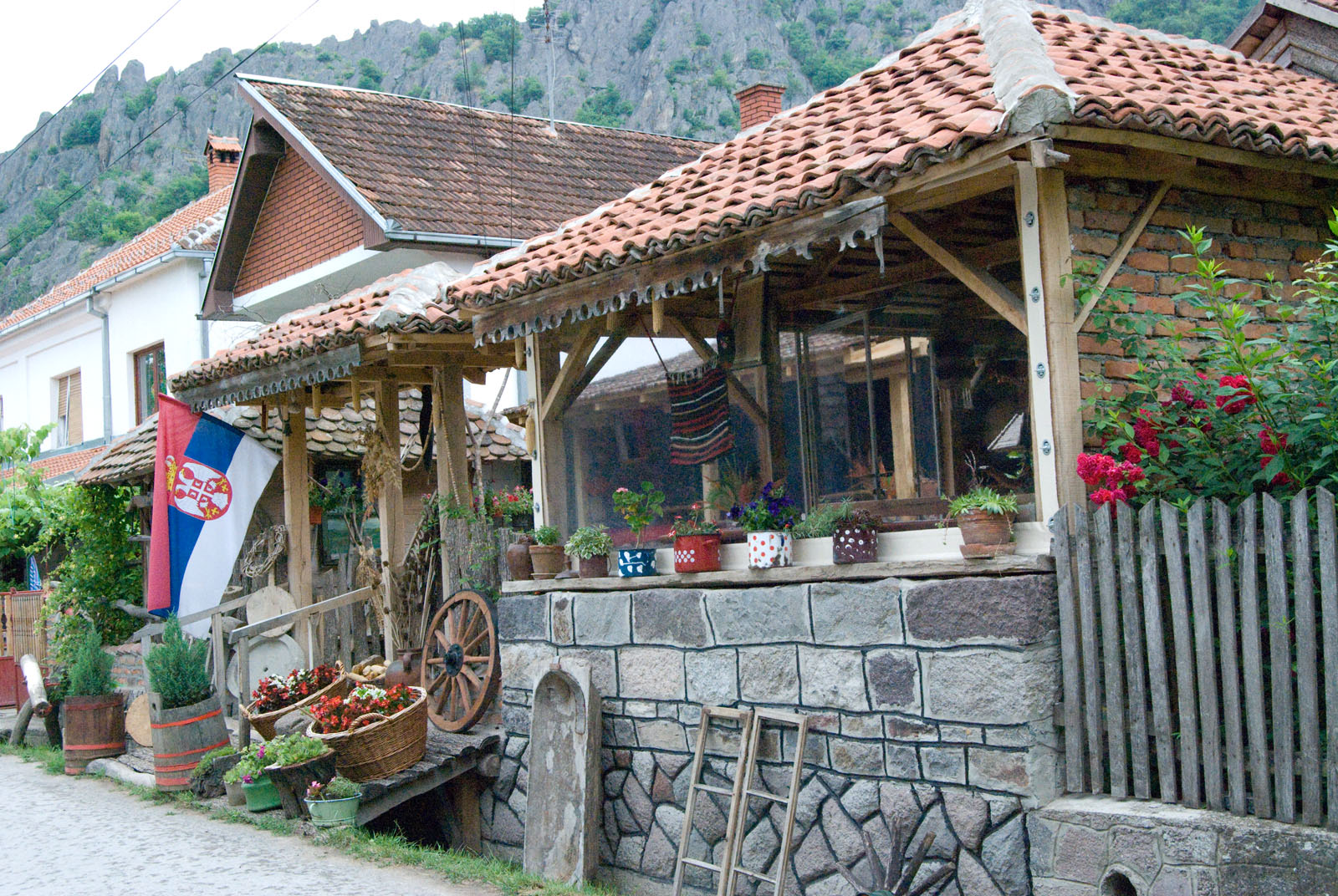
Traditionele Kafana in Borač, bij Knić, Servië
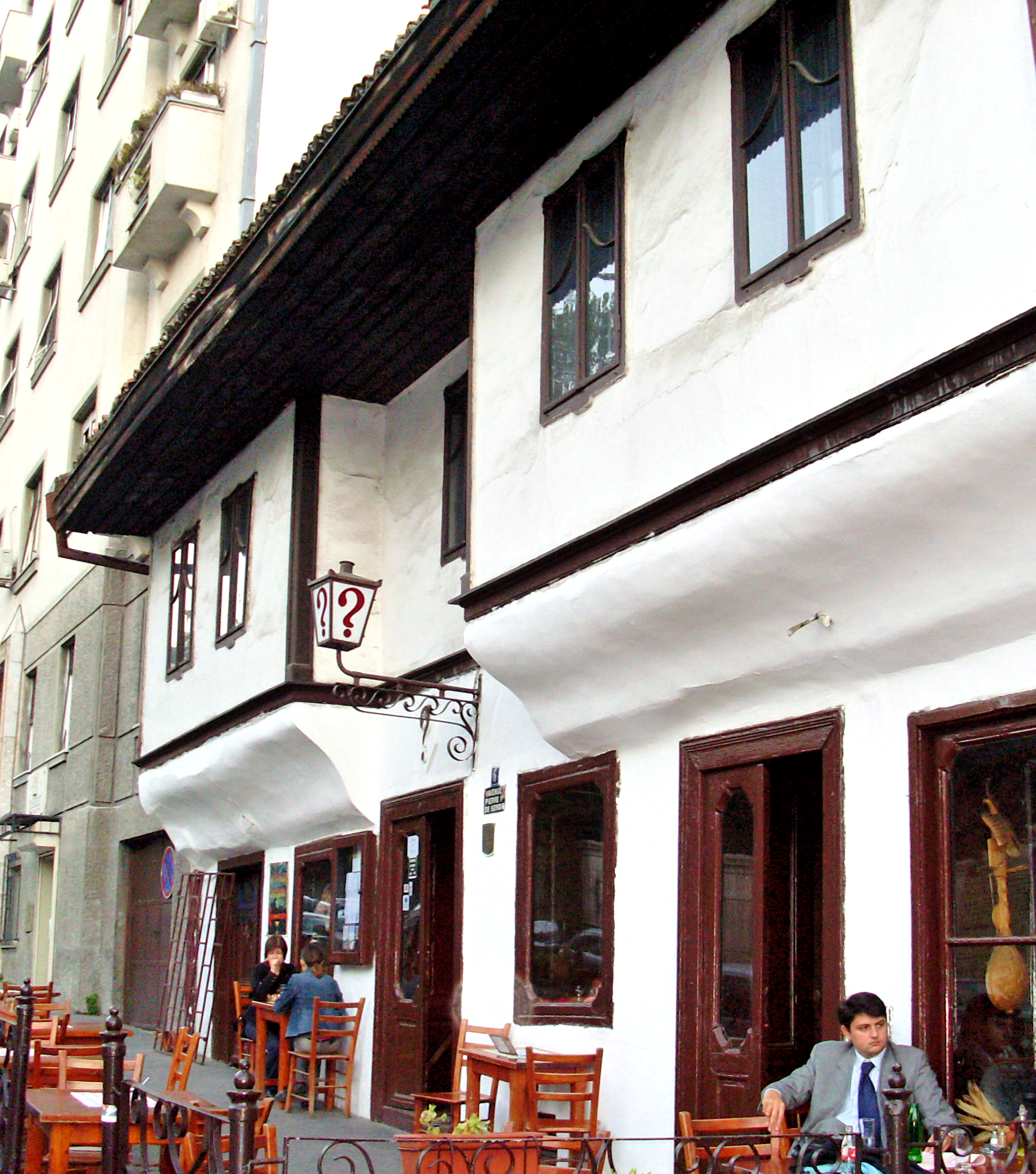
Kafana in Belgrado